# تیپ مستقل کوهستانی لهستان

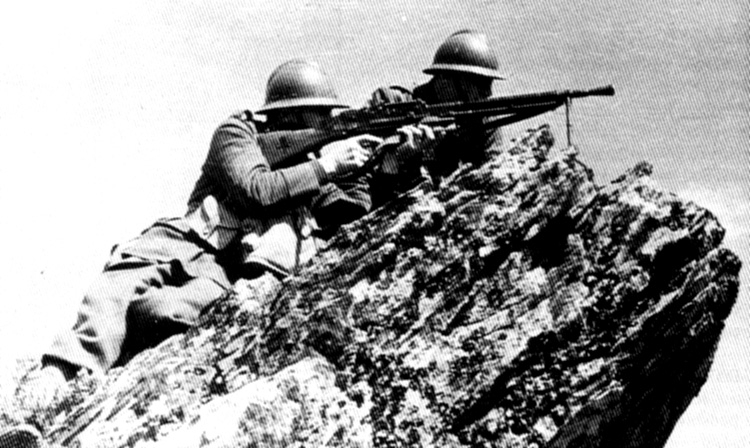
سربازان تیپ مستقل کوهستانی لهستان در نبردهای نارویک

تیپ مستقل کوهستانی لهستان (به لهستانی: Samodzielna Brygada Strzelców Podhalańskich) بخشی از ارتش لهستان در فرانسه بود که پس از سقوط لهستان در سال ۱۹۳۹ در فرانسه ایجاد گشت. این نیرو با توانی نزدیک به ۵۰۰۰ نفر که برای جنگ‌های کوهستانی تعلیم دیده بودند تحت فرماندهی ژنرال زیگموند بوخوش ششکو قرار داشت.
در فوریه سال ۱۹۴۰ این نیرو به عنوان جزئی از گروه‌های اعزامی انگلستان و فرانسه برای فنلاند در نظر گرفته شد اما با لغو آن برنامه در ماه‌های مه و ژوئن به نبرد نروژ فرستاده شد. با آغاز درگیری‌ها در جبهه غرب تیپ کوهستانی را به فرانسه بازگرداندند که در آنجا جزئی از نیروهای مدافع از استان برتاین بود.
با سقوط فرانسه این یگان منحل گشت و تعدادی از سربازانش به بریتانیا و مصر تخلیه شدند. آن‌هایی هم که نتوانستند از خاک فرانسه تخلیه شوند یا تسلیم نیروهای آلمانی گشتند یا به مقاومت فرانسه پیوستند.